# Spirorbis
Spirorbis är ett släkte av ringmaskar som beskrevs av Daudin 1800. Spirorbis ingår i familjen Serpulidae.

## Dottertaxa tillSpirorbis, i alfabetisk ordning[1][2]
- Spirorbis africana
- Spirorbis albus
- Spirorbis ambiguus
- Spirorbis ammonita
- Spirorbis ammonitiformis
- Spirorbis anguineus
- Spirorbis annulus
- Spirorbis antarctica
- Spirorbis antillarum
- Spirorbis articulatus
- Spirorbis ascendens
- Spirorbis auricularis
- Spirorbis baltica
- Spirorbis bellulus
- Spirorbis bernardi
- Spirorbis bidentatus
- Spirorbis bifurcatus
- Spirorbis bilineatus
- Spirorbis borealis
- Spirorbis brasiliensis
- Spirorbis calypso
- Spirorbis carinatus
- Spirorbis catagraphus
- Spirorbis chilensis
- Spirorbis clavus
- Spirorbis communis
- Spirorbis conoidea
- Spirorbis convexis
- Spirorbis corallinae
- Spirorbis cornuoides
- Spirorbis coronatus
- Spirorbis corrugatus
- Spirorbis cuneatus
- Spirorbis dagmar
- Spirorbis digitus
- Spirorbis dorsatus
- Spirorbis endoumensis
- Spirorbis epichysis
- Spirorbis eximius
- Spirorbis flabellis
- Spirorbis foraminosus
- Spirorbis formosus
- Spirorbis fundatus
- Spirorbis gesae
- Spirorbis glomeratus
- Spirorbis gnomonicus
- Spirorbis granulatus
- Spirorbis heliciformis
- Spirorbis heteropoma
- Spirorbis homari
- Spirorbis imprimus
- Spirorbis incisus
- Spirorbis incongruus
- Spirorbis inconstans
- Spirorbis incurvatus
- Spirorbis indicus
- Spirorbis infundibulum
- Spirorbis inornatus
- Spirorbis inventis
- Spirorbis inversus
- Spirorbis jiangsuensis
- Spirorbis junior
- Spirorbis knightjonesi
- Spirorbis kronsmoorensis
- Spirorbis labiatus
- Spirorbis lamellosa
- Spirorbis langerhansi
- Spirorbis laxus
- Spirorbis levilatus
- Spirorbis lineatus
- Spirorbis lucidus
- Spirorbis margarita
- Spirorbis mediokeuperinus
- Spirorbis medius
- Spirorbis mendosus
- Spirorbis mentosus
- Spirorbis milada
- Spirorbis mirus
- Spirorbis monocanthus
- Spirorbis montagui
- Spirorbis mutabilis
- Spirorbis mutsu
- Spirorbis nordenskjoeldi
- Spirorbis nudus
- Spirorbis obliquiannulatus
- Spirorbis obstinatus
- Spirorbis pagenstecheri
- Spirorbis papillatus
- Spirorbis parallela
- Spirorbis parvulus
- Spirorbis perforans
- Spirorbis perrieri
- Spirorbis pervius
- Spirorbis phylactaema
- Spirorbis pixelli
- Spirorbis placophora
- Spirorbis platycrepidus
- Spirorbis platydiscus
- Spirorbis plicatus
- Spirorbis polyoperculata
- Spirorbis ponticus
- Spirorbis porosa
- Spirorbis pseudomilitaris
- Spirorbis ptychopleurus
- Spirorbis pusilla
- Spirorbis pusilloides
- Spirorbis quadrangularis
- Spirorbis quasimilitaris
- Spirorbis quingyani
- Spirorbis recta
- Spirorbis rothlisbergi
- Spirorbis rugatus
- Spirorbis rugosa
- Spirorbis rupestris
- Spirorbis samchokensis
- Spirorbis scoresbyi
- Spirorbis serratus
- Spirorbis similis
- Spirorbis spatulatus
- Spirorbis spirillum
- Spirorbis spirorbis
- Spirorbis spirulaeformis
- Spirorbis steueri
- Spirorbis strigatus
- Spirorbis superminor
- Spirorbis translucens
- Spirorbis transversus
- Spirorbis treadwelli
- Spirorbis tricostalis
- Spirorbis tridentatus
- Spirorbis tuberculatus
- Spirorbis tumefactus
- Spirorbis turnoviensis
- Spirorbis unicornis
- Spirorbis variabilis
- Spirorbis vastus
- Spirorbis voigti
- Spirorbis zeylandica